# جواد زیتونی
سیّد جواد زیتونی (زادهٔ ۲ بهمن ۱۳۳۵) بازیگر سینما و تلویزیون و تئاتر ایرانی است.

## زندگی
سیّد جواد زیتونی به سال ۱۳۳۵ در آبادان متولد شد.
وی فعالیت هنری خود را از سال ۱۳۴۸ در تئاتر خرمشهر آغاز کرد اما فعالیت حرفه‌ای زیتونی از سال ۱۳۶۱ آغاز شده و با بازی در فیلم مجسمه به کارگردانی ابراهیم وحیدزاده وارد سینما شد.

## آثار

### تئاتر
- بازی در نمایش «زیتون، خورشید، دریا «به کارگردانی» رضا فیاضی»؛ تهران، کانون پرورش فکری کودکان، تالار پارک لاله؛ ۱۳۶۰
- بازی در نمایش «هملت «به کارگردانی» مجید جعفری»؛ تهران، تئاترشهر، تالار اصلی؛ ۱۳۶۳
- بازی در نمایش «مریم و مردآویج «به کارگردانی» بهزاد فراهانی»؛ تهران، تئاترشهر، تالار اصلی، تالار مجموعه فرهنگی آزادی؛ ۱۳۶۷
- بازی در نمایش «در پوست شیر «به کارگردانی» حسین احمدی‌نسب»؛ تهران، خانه نمایش اداره تئاتر؛ ۱۳۶۸
- بازی در نمایش «مدال درجه یک شجاعت «به کارگردانی» حمید مظفری»؛ تهران، تئاترشهر، تالار اصلی؛ ۱۳۶۹
- بازی در نمایش «عروس «به کارگردانی» حسین احمدی‌نسب»؛ تهران، تئاتر پارس و تئاترشهر، تالار قشقایی؛ ۱۳۶۹
- مدیر صحنه در نمایش «ارتفاع «به کارگردانی» حسن حامد»؛ تهران، تئاترشهر، تالار چهارسو؛ ۱۳۷۰
- بازی در نمایش «هملت «به کارگردانی» قطب‌الدین صادقی»؛ تهران، تئاترشهر، تالار اصلی؛ ۱۳۷۰
- بازی در نمایش عروسکی «مرد فرزانه، ببر دیوانه «به کارگردانی» قطب‌الدین صادقی»؛ تهران، آمفی تئاتر سازمان میراث فرهنگی و اجرا در فرانسه؛ ۱۳۷۴
- بازی در نمایش «بینوایان «به کارگردانی» بهروز غریب‌پور»؛ تهران، فرهنگسرای بهمن؛ ۱۳۷۵
- بازی در نمایش عروسکی «هفت خوان رستم «به کارگردانی» بهروز غریب‌پور»؛ تهران، سالن ۱۲۰ هزار نفری مجموعه آزادی؛ ۱۳۷۶
- بازی در نمایش «کوریل پشمالو «به کارگردانی» اکبر زنجانپور»؛ تهران، تئاترشهر، تالار اصلی؛ ۱۳۷۷
- بازی در نمایش «نادرشاه آکتور تئاتر «به کارگردانی» جمشید جهانزاده»؛ تهران، تالار سنگلج؛ ۱۳۷۷
- بازی در نمایش «جستاری بر افسانه صلح آرش «به کارگردانی» مهتاج نجومی»؛ تهران، تئاترشهر، تالار چهارسو؛ ۱۳۷۹
- بازی در نمایش «هملت «به کارگردانی» مجید جعفری»؛ تهران، تئاترشهر، تالار چهارسو؛ ۱۳۸۰
- بازی در نمایشنامه‌خوانی «عنکبوت «به کارگردانی» رضا جابرانصاری»؛ تهران، خانه نمایش اداره برنامه‌های نمایش؛ ۱۳۸۴
- بازی در نمایش «زن مستقل و مرد و غرورش «به کارگردانی» حسین احمدی‌نسب»؛ تهران، خانه نمایش اداره برنامه‌های نمایش؛ ۱۳۸۴
- بازی در نمایش «دادگاه جنجال پر انگیز یک هیولا «به کارگردانی» آرش آبسالان»؛ تهران، تئاترشهر

### سینما و تلویزیون
- جن (فصل ۱) (مجموعه نمایش خانگی) (۱۴۰۰)
- آقازاده (مجموعه نمایش خانگی)(۱۳۹۹)

آهنگ دو نفره فیلم سینمایی 1399
- عروس بندر (۱۳۹۷)
- مشت آخر (۱۳۹۷)
- با تو می‌مانم(۱۳۹۶)
- در وجه حامل(۱۳۹۶)
- شهرزاد (فصل ۳) (سریال تلویزیونی)(۱۳۹۶)
- چارلی در تهران(۱۳۹۶)
- همسرایی (سریال تلویزیونی)(۱۳۹۶)
- سفر در خانه (سریال تلویزیونی)(۱۳۹۶)
- آرام می‌گیریم (سریال تلویزیونی) (۱۳۹۵)
- شهرزاد (فصل ۲) (سریال تلویزیونی) (۱۳۹۵)
- دوردست‌ها (سریال تلویزیونی) (۱۳۹۵)
- رو به راهم کن (سریال تلویزیونی) (۱۳۹۵)
- مرز خوشبختی (سریال تلویزیونی) (۱۳۹۵)
- آرام می‌گیریم (سریال تلویزیونی) (۱۳۹۵)
- حورا (فیلم سینمایی) (1394)
- پنج دری (سریال تلویزیونی) (۱۳۹۳)
- آوای باران (سریال تلویزیونی) (۱۳۹۲)
- داوران (سریال تلویزیونی) (۱۳۹۲)
- تکیه بر باد (سریال تلویزیونی) (۱۳۹۱)
- شیا از آنچه در آینه می‌بینید به شما نزدیکترند (۱۳۹۱)
- ساختمان ۸۵ (سریال تلویزیونی) (۱۳۸۹)
- بشارت منجی (سریال تلویزیونی) (۱۳۸۸)
- خاله سوسکه (۱۳۸۸)
- پرستوی مهاجر (سریال تلویزیونی) (۱۳۸۷)
- طفلان مسلم (مجموعه تلویزیونی) (۱۳۸۷)
- یک وجب خاک (سریال تلویزیونی) (۱۳۸۶)
- پر (سریال تلویزیونی) (۱۳۸۶)
- اخراجی‌ها (۱۳۸۵)
- مختارنامه(۱۳۸۵)
- متهم گریخت (۱۳۸۴)
- یوسف پیامبر(۱۳۸۴)
- مسیح (۱۳۸۴)
- مزرعه آفتابگردان (سریال تلویزیونی) (۱۳۸۲)
- پروانه‌ای در باد(۱۳۸۲)
- مزرعه آفتابگردان (۱۳۸۲)
- مهمان مامان (۱۳۸۲)
- کودک شاعر (۱۳۸۱)
- مسافر ری (۱۳۷۹)
- میعاد در سپیده‌دم (مجموعه تلویزیونی)(۱۳۷۷)
- آشپزباشی و قبله عالم (۱۳۷۴)
- مجسم (۱۳۷۱)
- اتل متل توتوله (فیلم ۱۳۷۰)
- سریال پایتخت یک